# Metropoli (rivista politica)
Metropoli è stata una rivista politica dell'area larga della Autonomia Operaia, fondato, tra gli altri, da Franco Piperno e Oreste Scalzone.

## Storia
La rivista ha una lunga gestazione e solo nel giugno del 1979 appare il primo numero.
Così viene raccontata la genesi della rivista in articolo redazionale del quarto numero: "L’idea di fare Metropoli ci è venuta alla fine del ’77; allora volevamo fare un giornale in cui convergessero tutti coloro, gruppi o singoli, che nelle lotte di quell’anno si erano riconosciuti, per rilanciare in avanti il dibattito, per vedere se si riusciva, tutti insieme, a trovare un modo di far politica che fosse all’altezza delle cose espresse dal movimento. Questo progetto è fallito subito. Siamo rimasti, alla fine del ’78, una decina di persone, con collocazioni politiche e personali diverse, ma uniti dalla volontà di chiarire delle cose, di mutare i termini in cui si ponevano molti problemi, di provare ad allargare le prospettive dei nostri discorsi. Volevamo fare politica – quella sovversiva, la sola che ci piaccia –, e questo ci pareva il solo modo. E ci pare ancora: solo un imbecille può credere davvero che sia una copertura; oppure uno che pensa che politica oggi si fa solo con la pistola. Alcuni di noi, i “romani”, da tempo si erano ritirati da ogni rapporto di militanza attiva, ma non ne potevano proprio più di lavorare. Altri, come Bifo, venivano dall’esperienza del movimento bolognese e di Radio Alice. Altri ancora, come Scalzone, militavano in una organizzazione dell’autonomia milanese, i Comitati Comunisti Rivoluzionari. Erano i soli ad avere un legame organizzativo, ma questo fatto non entrò mai nel lavoro della rivista: l’unico punto di contatto fra questa e i comitati milanesi fu il doppio impegno di lavoro e militanza di alcuni redattori. Quella organizzazione poi si sciolse alla fine del ’78: e lo stesso Oreste Scalzone lo scrisse sul “Pre-print” che curò in carcere".
Alcuni dei redattori della rivista (Scalzone, Piperno, Lauso Zagato) furono arrestati in seguito all'operazione "7 aprile", ancora prima cioè che il numero arrivasse in edicola. Due giorni dopo la sua apparizione, la rivista fu subito sequestrata e mandati di cattura furono poi spiccati contro altri suoi redattori.
Il secondo numero apparve solo un anno dopo, nell'aprile del 1980.
Progettata per essere un mensile, solo a partire dal numero 3, apparso nel febbraio del 1981, la rivista uscì con regolarità bimestrale fino al dicembre dello stesso anno, quando apparve il numero 7, l'ultimo.
Accanto alla rivista vera e propria apparvero tre numeri "preprint". Il primo numero di tali preprint apparve nel dicembre del 1978, quindi prima dell'apparizione della rivista. Il secondo apparve come "complemento al n.1" nel giugno del 1979. Il terzo, che chiude la serie, apparve nell'ottobre del 1980, come "complemento del n. 2 di Metropoli".

## Grafica
Per quanto fosse una rivista di movimento, per certi aspetti assimilabile alla cultura underground, essa fece uso di una grafica mainstream, il cosiddetto stile svizzero, e venne stampata su carta patinata.

## Primo numero col fumetto sul sequestro Moro
Nel primo numero comparve un fumetto sul sequestro di Aldo Moro, in cui venivano raccontate, con un supplemento di immaginazione, secondo quanto affermato da Paolo Virno, le vicende del sequestro, del dibattito interno al movimento e alle Brigate Rosse e delle fallite trattative per la liberazione. Poiché alcuni dettagli del sequestro non erano ancora noti, il disegnatore fummettista Beppe Madaudo dovette immaginare alcune cose, tra cui la "cella" di Moro, ragion per cui fu interrogato dai magistrati in quanto supposto conoscente del luogo dove era rinchiuso il leader del Democrazia Cristiana.
La ricostruzione, nell'assieme verosimile, iniziava con il discorso che Moro fece davanti al parlamento, a seguito dello scandalo Lockeed, in cui affermava che "noi non ci faremo processare" , proseguiva mostrando il passaggio di alcuni militanti verso la lotta armata, quindi ricostruiva l'attacco di via Fani e la cattura di Moro, il suo interrogatorio "nella stanza interna di un garage del quartiere Prati" e il tentativo di apertura alla trattativa di Fanfani in dialogo con Signorile (al tempo vicesegretario del PSI) che il 7 Maggio gli comunica che, in base a sue informazioni precise, è possibile rinviare di 48 ore l'uccisione, se pubblicamente un democristiano prendesse posizione per un cambio della linea di fermezza a favore della trattativa, segue la decisione dell BR di procedere all'uccisione del prigioniero, Moro che scrive: "Mi è insopportabile morire sapendo di essere sacrificato non alla mia causa, ma a quella di tutti coloro che mio hanno condannato" e si conclude con due tavole: nella prima Paolo VI alla massa di suffragio col commento "IL RESTO E' SILENZIO", nella seconda, muta, le figure a mezzo busto di Zaccagnini, Andreotti, Berliguer, Fanfani e sullo sfondo Leone, a bocca chiusa.
Al fumetto seguiva una pagina con fondo scuro, intitolata "Bestiario" riportanti commenti, con interpretazioni diverse sulla vicenda, espressi da quattro figure dell'area politica di sinistra, per ciascuna era riportato l'immagine del volto disegnata a tratto, sempre con la mano illustratrice del fumetto, : Luciana Castellina : "Noi del PdUP riteniamo che si tratti di un attacco allo stato democratico.", Eugenio Scalfari : "Questi non sono rivoluzionari, non sono guerriglieri, non sono neanche terroristi, siamo di fronte a un branco di lupi impazziti. E come tali vanno trattati.", Tullio De Mauro : "E' il francese la lingua madre di chi ha scritto il comunicato BR? [...] Scienza e coscienza, è questo il sospetto?", Emanuele Macaluso : "Non vi è dubbio. Le BR sono semplici burattini. I burattinai vanno ricercati tra i Sindona, i Crociani, i Cefis  che non si rassegnano al potere perduto." 
Secondo quanto dichiarato dal brigatista pentito Peci, lo sviluppo della vicenda Moro nel fumetto era coerente con quanto costui sapeva del sequestro e le indicazioni per la ricostruzione fumettistica furono probabilmente fornite da Valerio Morucci, che partecipò attivamente al sequestro .
Secondo le parole di Virno: Per quanto riguarda il disegnatore del fumetto ha vissuto episodi che, allora drammatici, a distanza di tanto tempo fanno anche sorridere e mostrano lo straordinario grado di ridicolo di cui non esitarono a coprirsi le istituzioni. Il giudice chiese a Madaudo, il disegnatore del fumetto Moro, in un interrogatorio: Ci dica dunque dov'era il garage che lei col disegno ha rappresentato come il posto dove era stato portato Moro dopo il rapimento di via Fani. Naturalmente quello non poté che tirare fuori un suo vecchio fumetto di tutt'altra natura, di tipo commerciale, in cui era disegnato il garage che gli aveva dato lo spunto pratico per disegnare la vignetta su Moro. Il disegnatore non fu incriminato, ma certo interrogato con grinta per estorcere dalle tavole del fumetto quella verità falsa di cui loro cercavano conferma, il fatto che Autonomia e Metropoli, rivista dentro l'autonomia, fosse in realtà la direzione di tutta la lotta armata nazionale". A giudizione della commissione parlamentare sul caso Moro il fumetto è  "è del tutto generico ed irrilevante per ciò che riguarda la «prigione» dell'onorevole Moro"
Il fumetto, tempo dopo sollevò un altro interrogativo, da parte di Claudio Signorile durante una sua audizione alla Commissione stragi: poiché nel fumetto soltanto un personaggio non era disegnato col volto visibile e si trattava della persona che interrogava Moro, questa scelta avrebbe potuto essere simbolica indicando una pluralità di soggetti politici nella formulazione delle domande e loro responsabilità nella gestione del sequestro.
Sempre a proposito del sequestro Moro: nello stesso numero della rivista è presente l'articolo "7 Aprile - prima pagano meglio è", firmato da Piperno, che stigmatizza il prossimo processo 7 Aprile e che si chiude con queste considerazioni: se la Democrazia Cristiana, ritenuta al livello di senso comune responsabile di trent'anni di illegalità, malversazioni, truffe, omicidi, fosse stata processata per tempo nelle piazze e nei luoghi di lavoro; se i suoi uomini, i responsabili politici, avessero pagato anche solo nelle forme e nei limiti previsti dall'ordinamento vigente, non ci sarebbe stata la cattura, la prigionia e la morte dell’onorevole Aldo Moro presidente del partito.

### Il sequestro del primo numero
Secondo quanto afferma Paolo Virno in un'intervista, la rivista fu sequestrata per diverse ragioni: "Il primo numero di Metropoli fu sequestrato in tutte le edicole della Repubblica all'inizio del giugno del 1979, due giorni dopo che era uscito. Naturalmente questo era dovuto ad un insieme di cause, non solo al fumetto. Era dovuto al fatto che su Metropoli scrivevano alcuni degli imputati del processo 7 aprile. Due mesi prima era scattata la gigantesca operazione di annientamento in senso proprio dell'area antagonista, dell'autonomia operaia. Tra gli arrestati e i latitanti che si erano sottratti all'arresto del 7 aprile 1979 vi erano alcuni redattori di Metropoli,
valgano per tutti i nomi di Franco Piperno, Oreste Scalzone e Lauso Zagato. Il fatto che la rivista uscisse denunciando l'operazione poliziesca e piccista (l'operazione del 7 aprile era fortemente auspicata dal Partito Comunista Italiano) non poteva che sembrare un gesto di protervia, naturalmente quest'impressione ha contribuito al provvedimento di sequestro. Poi vi era il fumetto. Poi vi era stato l'arresto di Morucci e Faranda che erano usciti un po' di tempo prima dalle Brigate Rosse e che avevano trovato una ospitalità tramite vecchie conoscenze legate al vecchio gruppo di Potere Operaio che si era sciolto nel '73. La maniera in cui avevano trovato questa ospitalità passava anche per alcune persone della redazione di Metropoli. Fumetto, operazione 7 aprile, questa sorta di vicinanza non politica, non di programma politico, ma di aiuto, di appoggio di due persone in fuga, quest'insieme di cose provoca il sequestro della rivista".

## Redattori
I redattori della rivista furono Franco Piperno, Oreste Scalzone, Lanfranco Pace, Lauso Zagato, Bibo Maesano, Paolo Virno, Lucio Castellano, Domenico De Feo, Claudio Minervino.

## Direttori responsabili
Alfredo Azzaroni (n.1), Giancarlo Smidile (n.2), Carlo Emanuele Rivolta (n. 3), Luigi Manconi (n.4), Paolo Jantof Hutter (n.5), Giorgio Trentin (nn.6 e 7).

Alcuni di essi si prestarono al ruolo solo in via nominale, non essendo legati in maniera organica al progetto della rivista, ma solidali con il gruppo o perché professanti la libertà di stampa. 

Nel numero 2, Smidile scrive, ad esempio: "Per consentire l'uscita di questo mensile e poiché sono interessato anch'io a leggerne, quando viene pubblicato, il contenuto, ho accettato di firmarlo come direttore responsabile". 

Nel numero 3 Rivolta scrive: "Non mi è capitato quasi mai di trovarmi d'accordo con Metropoli. Anzi, il più delle volte, sono stato in netto contrasto con le tesi della rivista. Nonostante questo, i tempi sono oscuri, e mi è stato chiesto di consentire con la mia firma l'uscita di questo numero, in un momento in cui le voci che possono farsi udire diventano sempre più fievoli, mi è sembrato giusto farlo, garantendo quella pluralità che sempre più si vorrebbe soffocare". 

Luigi Manconi scrisse nel numero 4: "La redazione di Metropoli mi chiede di permettere, con la mia firma di giornalista pubblicista, l'uscita della rivista. Non condivido in alcun modo nulla di quanto questa rivista ha sostenuto in passato, e non conosco il contenuto degli articoli pubblicati nel presente numero, ma ritengo utile consentire a quanti vogliano farlo, di poter regolarmente acquistare Metropoli e conoscerne le tesi. Conseguentemente accetto di firmare come direttore responsabile questo numero della rivista".

Nel numero 5 infine Paolo Hutter scrisse: "Dato che tra i redattori di Metropoli non ci sono iscritti all'ordine dei giornalisti, presto volentieri per questo numero il mio nome di giornalista pubblicista. Non condivido le tesi di Metropoli ma sono per la più totale libertà di informazione[...]".